# Cuisine du Zhejiang

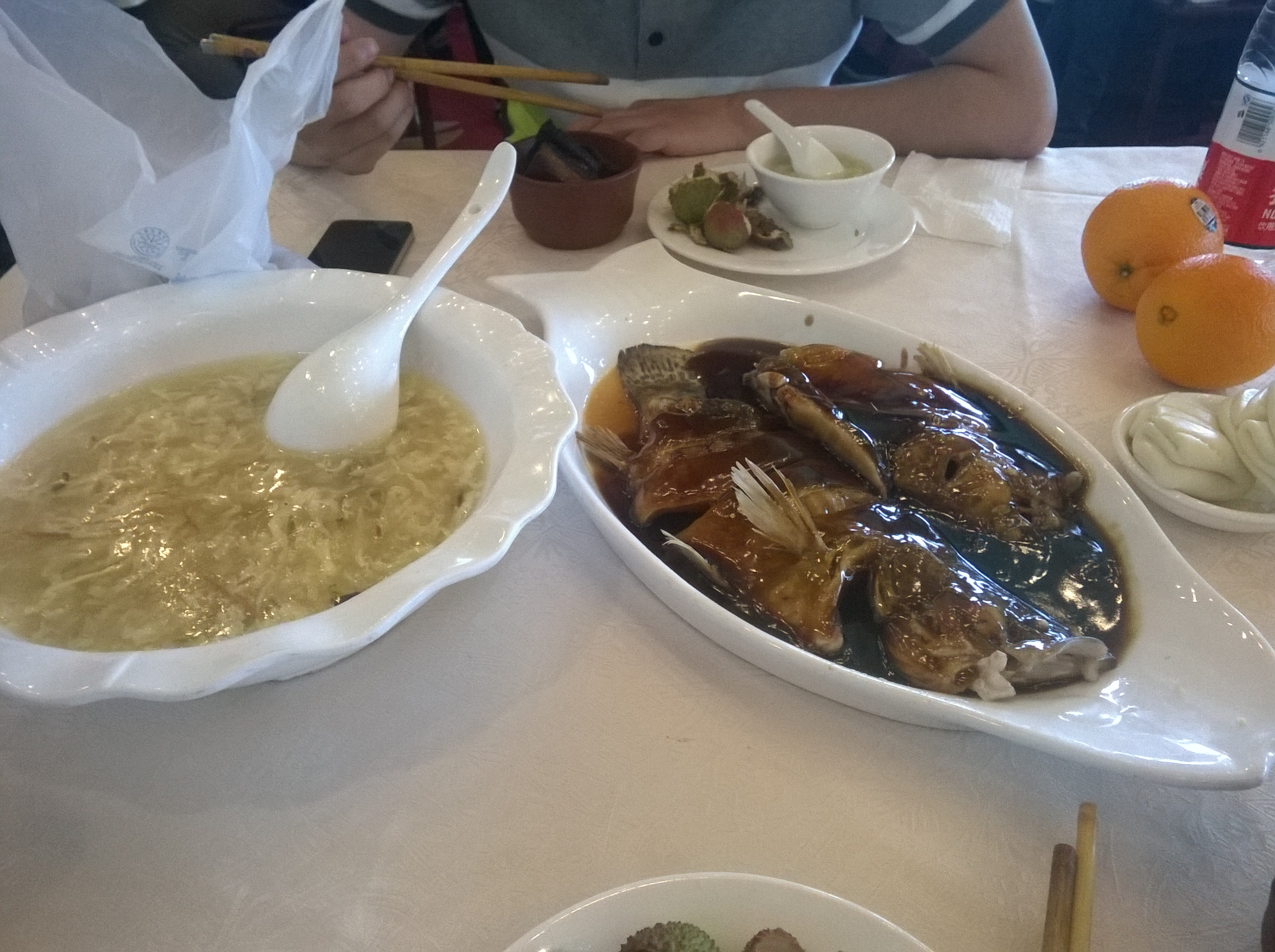
Poisson du lac de l’Ouest en vinaigre.

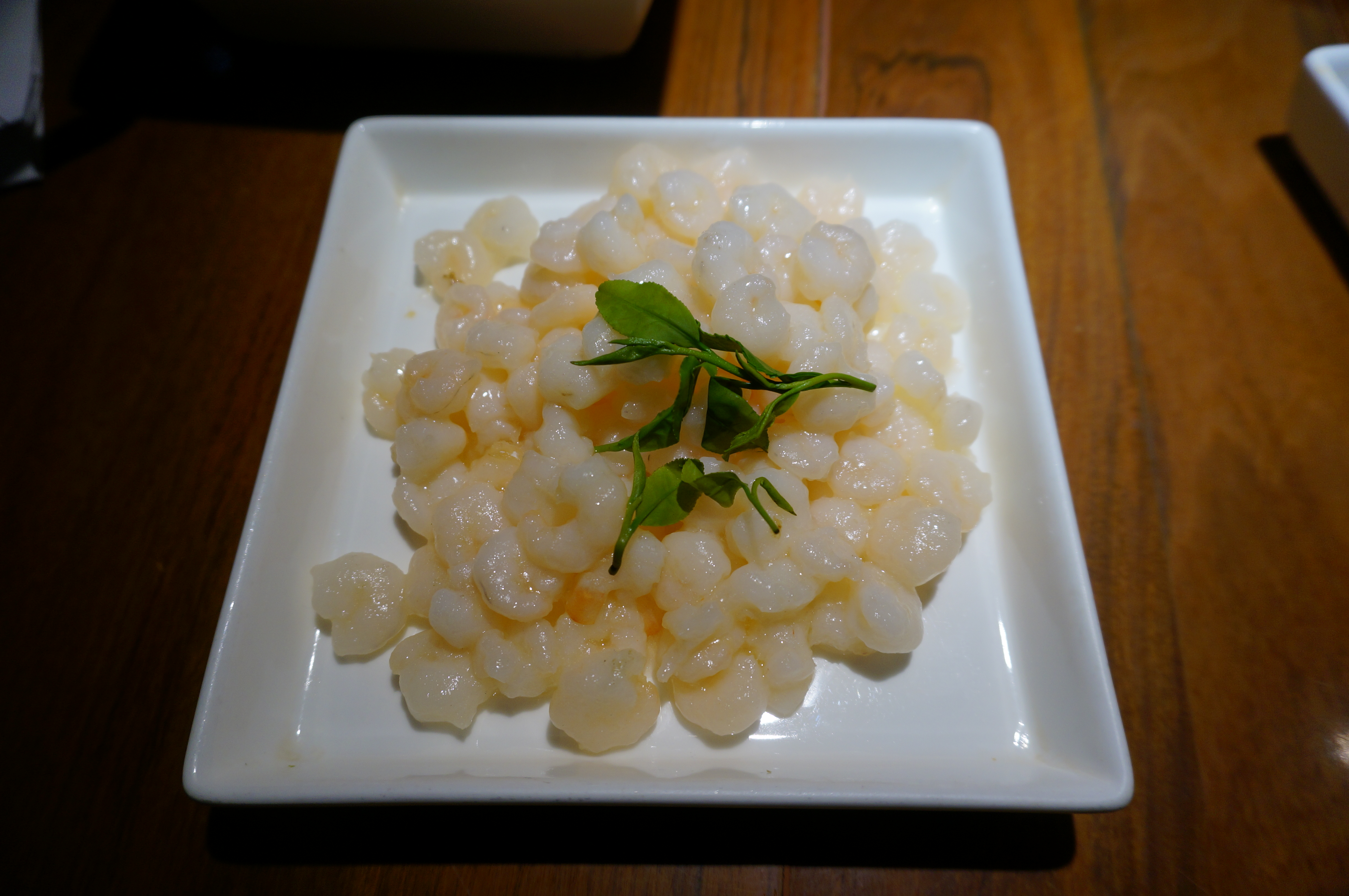
Crevettes au thé long jing.

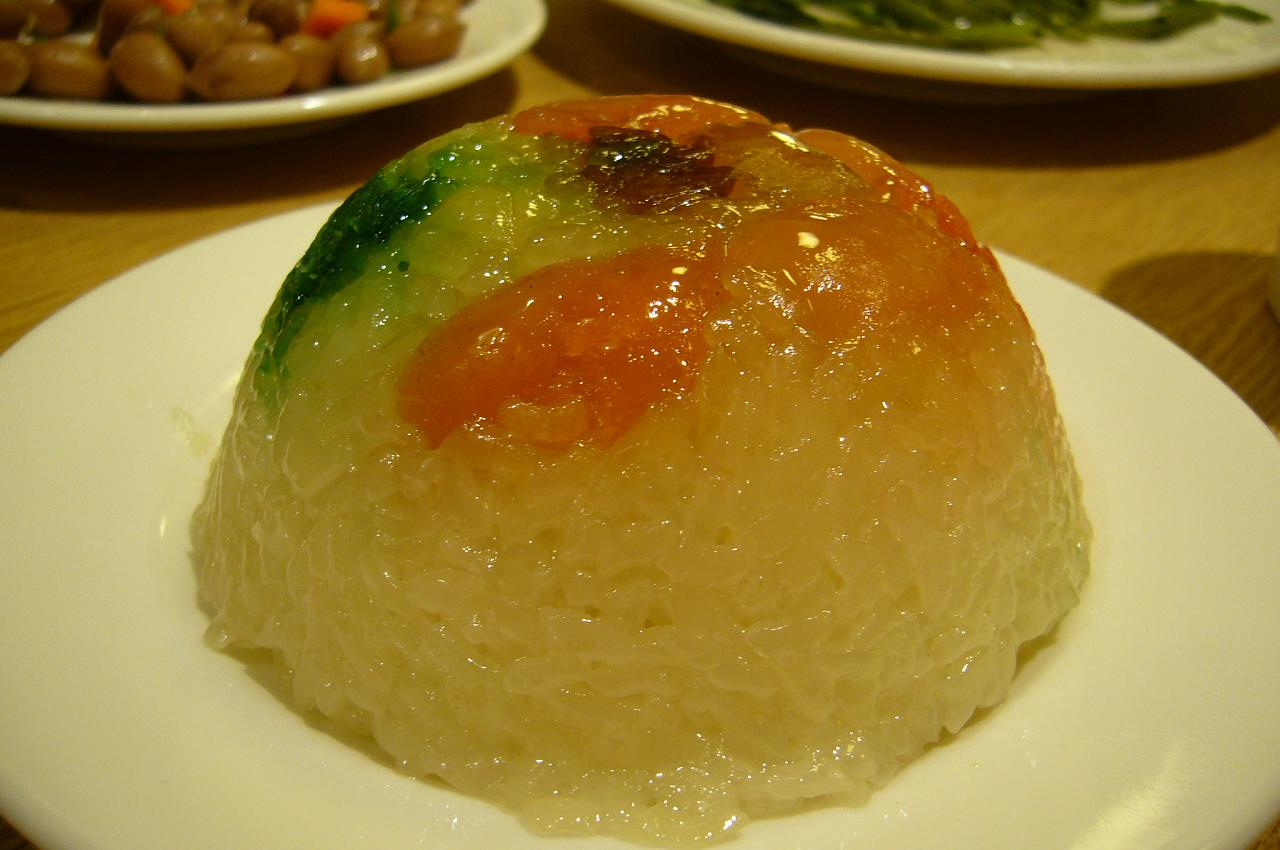
Pudding de riz aux huit trésors.

La cuisine du Zhejiang, connue sous le nom de zhecai (chinois : 浙菜 ; pinyin : zhècài), est une des huit grandes cuisines régionales de la Chine, groupées parfois en quatre familles, originaire de la province côtière du Zhejiang (浙江, Zhèjiāng), au sud de Shanghai.

## Généralités
Ses caractéristiques en termes de saveurs, d'ingrédients et de techniques la rapproche des cuisines du Jiangsu, de l'Anhui et de Shanghai, géographiquement très proches.
Elle est divisée en quatre styles, chacun associé avec une ville de la province :
- le style Hangzhou est caractérisé par sa richesse et sa variété et la grande utilisation des pousses de bambou. Le thé joue un rôle économique et culturel très important, en particulier le thé vert, la variété long jing étant la plus connue. La cuisine de Hangzhou est la plus connue des quatre styles ;
- le style Ningbo insiste sur la fraîcheur et le goût salé des fruits de mer. Sa pâtisserie est reconnue partout en Chine ;
- le style Wenzhou utilise la grande diversité et les saveurs des produits de la mer (crevettes, crabes), de la volaille et du bétail ;
- le style Shaoxing se spécialise dans la volaille et le poisson d’eau douce. Le vin de Shaoxing est une des variétés les plus connues de huangjiu, le vin jaune traditionnel fabriqué à partir de riz et utilisé dans les marinades.

## Plats représentatifs
- Foies de volaille sautés aux épices (炒鸡肝姜, chǎo jīgān jiāng).
- Émincé d'anguille d'eau douce sauté (过少鳗鱼, guòshǎo mányú).
- Tortue au sucre candi (冰糖乌龟, bīngtáng wūguī).
- Pousses de bambou en forme d’orchidées (兰花春笋, lánhuā chūnsǔn).
- Pudding de riz aux huit trésors (八寶飯, bābǎofàn).
- Yangmeiguo (杨梅果, yángméiguǒ, « Fraise chinoise », parfois traduit par arbouse en raison de leur ressemblance), boules de pâte de riz gluant fourrées de sucre brun et sésame, entourées de grains de riz gluant trempés dans du jus de pitaya (monts Kuaiji, Shaoxing).

### Hangzhou
- Porc Dongpo (东坡肉, Dōngpō ròu)
- Le poulet du mendiant (叫化鸡, jiào huà jī).
- Poisson du lac de l’Ouest en vinaigre (西湖醋鱼, xīhú cù yú)
- Crevettes au thé long jing (龙井虾仁, lóngjǐng xiārén).

### Wenzhou
- Vermicelles sautées de Wenzhou (温州炒粉干, Wenzhou Chao Fengan)
- Crabe de fleuve cru (江蟹生, Jiangxiesheng)